# Nikki van der Zyl
Monica van der Zyl, detta Nikki (Berlino, 27 aprile 1935 – 6 marzo 2021), è stata una doppiatrice tedesca.
Di origini ebraiche, tra gli anni 1960 e 1970 ha doppiato dieci bond girl nei film di James Bond.